# Untere Papiermühle (Wiesentheid)
Die Untere Papiermühle (auch Frühwaldsmühle, Heinrichsmühle, Johannitermühle) ist eine Einöde in der Gemarkung des Wiesentheider Gemeindeteils Feuerbach im unterfränkischen Landkreis Kitzingen. Daneben existiert in der Nähe von Feuerbach auch die Obere Papiermühle.

## Geografische Lage
Die Mühle steht im Westen des Wiesentheider Gemeindegebiets am Schirnbachzufluss Klingenbach. Nördlich befinden sich die ausgedehnten Waldgebiete um Reupelsdorf, ebenfalls ein Wiesentheider Ortsteil. Im Osten liegt Wiesentheid. Der Südosten wird von Feuerbach eingenommen, im Süden beginnt die Gemarkung von Kleinlangheim. Westlich liegen die Kleinlangheimer Ortsteile Pfundmühle und Atzhausen.

## Geschichte
Die Untere Papiermühle ist die ältere der beiden ehemaligen Papiermühlenbetriebe um Feuerbach. Bereits im 15. Jahrhundert wurde sie als Getreidemühle von den Johannitern betrieben und 1406 erstmals urkundlich erwähnt. Ab 1618 besaß Georg Hager die Mühle. Im Jahr 1713 erwarb ein Papiermacher aus Thüringen, Johann Jacob Meißner, die Heinrichsmühle und richtete eine Papiermühle ein. In der Folgezeit wechselten die Besitzer der Mühle häufig. In der Mitte des 19. Jahrhunderts war das Geschäft unrentabel geworden und der Betrieb wurde aufgegeben. Man verwendete die Baulichkeiten fortan als Wohnhaus.
Zuletzt war die Mühle in den Händen eines gewissen Kempf gewesen. Er hatte im Jahr 1858 zusammen mit einem Lithografen aus Kitzingen falsche bayerische 10-Gulden-Noten hergestellt und war mit dem Falschgeld zu großem Reichtum gekommen. Die Druckplatte war von den Fälschern in Amerika bestellt worden. Schließlich flog der Fälscherring in der Papiermühle auf. Man verurteilte Kempf zu zwölf Jahren Zuchthaus. Daraufhin richtete man wieder eine Getreidemühle in den Gebäuden ein, die bis circa 1978 betrieben wurde. Letzter Müller war Georg Frühwald, der auch ein Sägewerk in den Räumlichkeiten betrieb. Heute wird die Mühle als Reiterhof genutzt.

## Sehenswürdigkeiten
Das Bayerische Landesamt für Denkmalpflege ordnet die erhaltenen Gebäude der alten Mühle als Baudenkmal ein. Die Baulichkeiten gehen alle auf das frühe 19. Jahrhundert zurück. Es handelt sich um einen eingeschossigen Halbwalmdachbau aus Bruchsteinmauerwerk. Dazu gehören eine Scheune und ein Keller, die auf 1792 datieren.